# The Brass Bullet

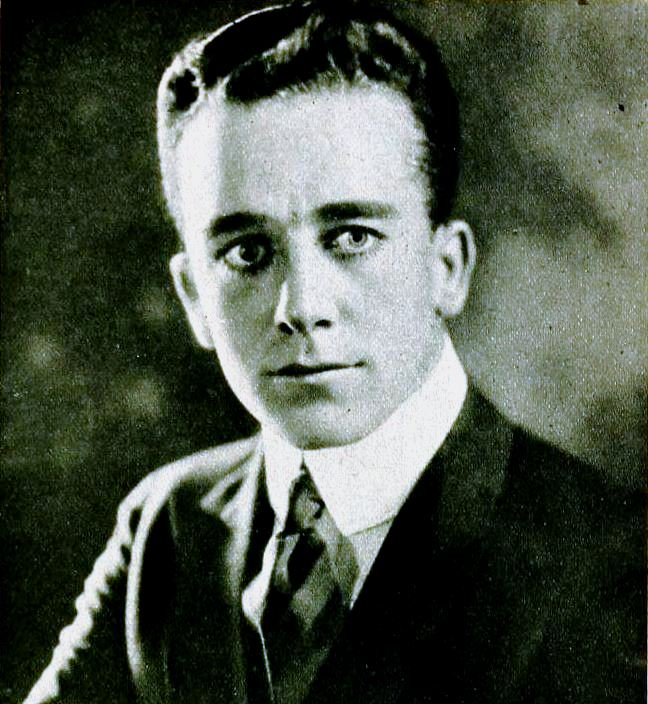
Jack Mulhall, estrela do cinema mudo, fez sua estreia em seriados.

The Brass Bullet é um seriado estadunidense de 1918, dirigido por Ben F. Wilson, em 18 capítulos, categoria aventura, estrelado por Juanita Hansen e Jack Mulhall. Veiculou nos cinemas dos Estados Unidos entre 10 de agosto e 7 de dezembro de 1918. Foi baseado na história "Pleasure Island", de Frank R. Adams. Em 1928, a Universal produziu um remake do seriado, baseado na mesma história escrita por Frank R. Adams, intitulado Haunted Island.
Este seriado é considerado perdido.

## Elenco
- Juanita Hansen … Rosalind Joy
- Jack Mulhall … Jack James
- Charles Hill Mailes … Homer Joy
- Joseph W. Girard … Spring Gilbert
- Harry Dunkinson
- Helen Wright … Mrs. Strong
- Ashton Dearholt ... Victor King
- Charles Force … ministro

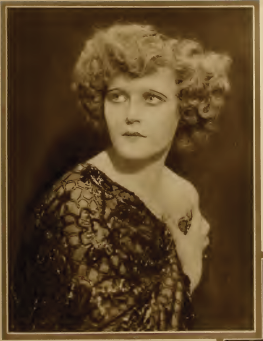
Juanita Hansen, estrela do seriado.

- Hallam Cooley … O Homem Misterioso

## Capítulos
1. A Flying Start
2. The Muffled Man
3. The Mysterious Murder
4. Smoked Out
5. The Mock Bride
6. A Dangerous Honeymoon
7. Pleasure Island
8. The Magnetic Bug
9. The Room of Flame
10. A New Peril
11. Evil Waters
12. Caught By Wireless
13. $500 Reward
14. On Trial For His Life
15. In The Shadow
16. The Noose
17. The Avenger
18. The Amazing Confession

Fonte: 